# Okres Hatvan
Okres Hatvan (maďarsky Hatvani kistérség) je jedním ze sedmi okresů maďarské župy Heves. Jeho centrem je město Hatvan.

## Sídla
V okrese se nachází celkem 13 měst a obcí.
- Apc
- Boldog
- Csány
- Ecséd
- Hatvan
- Heréd
- Hort
- Kerekharaszt
- Lőrinci
- Nagykökényes
- Petőfibánya
- Rózsaszentmárton
- Zagyvaszántó